# Головаста акула австралійська
Головаста акула австралійська (Cephaloscyllium laticeps) — акула з роду Cephaloscyllium родини Котячі акули.

## Опис
Загальна довжина сягає 1,5 м, зазвичай — 1 м. Зовнішністю схожа на Cephaloscyllium isabellum. Голова широка і коротка, становить 20% довжини усієї акули. Морда дуже коротка, тупа, товста. Очі відносно великі, горизонтально-мигдалеподібні, з мигальною перетинкою. Зіниці вузькі, щілиноподібні. Очі розташовані високо на голові. За ними присутні невеличкі бризкальця. Під очима є характерні щічні горбики. Ніздрі відносно короткі. Носові клапани не досягають верхньої губи. губні борозни відсутні. Рот дуже великий. Зуби дрібні, з 3-5 верхівками, з яких центральна є високою, бокові — маленькими. Зуби верхньої щелепи стирчать при закритій щелепі. У неї 5 пар зябрових щілин. Тулуб кремезний, щільний, сильно звужується до хвоста. Шкіра товста. Луска стрілкоподібної форми. Грудні плавці великі, широкі, з овальними кінчиками. Передній спинний плавець значно більше за задній. Передній плавець починається з середини черевних плавців, задній — розташовано навпроти анального плавця. Анальний плавець трохи більше за задній спинний плавець. Хвостовий плавець короткий, широкий, гетероцеркальний.
Забарвлення спини і боків коливається від світло-сірого до коричневого кольору. По тілу розкидані темні сідлоподібні плями й дрібні плямочки, іноді світлі плями. Під очима проходить темна смуга, що починається від грудних плавців. Черево світло-кремового або сірого кольору. На плавцях є темні плямочки. У дорослих особин на плавцях розташована темна смуга.

## Спосіб життя
Тримається переважно на мілині, інколи спускається до 220 м вглиб. Воліє ділянок з численними водоростями, скелястих рифів, кам'янисто-піщаних ґрунтів. Як захист здатна ковтати повітря або воду, надуваючи черево. Випускаючи воду або повітря видає звуки на кшталт гавкання собаки. Доволі повільна акула. Відзначається витривалістю: у випадку витягування з води здатна прожити біля доби. Активна переважно вночі. Вдень ховається у природних укриттях, утворюючи невеличкі групи. дальніх міграцій не здійснює, лише в період розмноження віддаляється від ділянки мешкання — максимально на 300 км. Полює біля дна, є бентофагом. Живиться крабами, лангустами, креветками, невеликими восьминогами і кальмарами, дрібною костистою рибою. Здобич ковтаю цілком, не розриває чи жує.

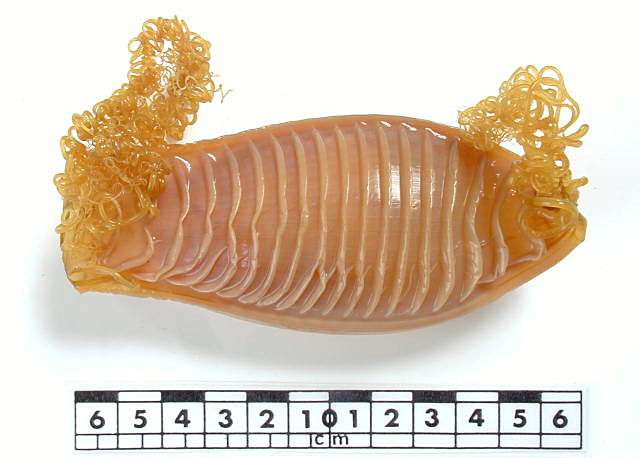
Яйце акули

Статева зрілість настає при розмірах самців 71-87 см, самиць — 75-86 см. Це яйцекладна акула. Самиця відкладає 2 яйця завдовжки 13 см у вигляді кубишки з ребристою поверхнею, що нагадує відбиток чобота або присосок. У кутах яєць присутні вусики та відростки, якими чіпляється за ґрунт або водорості. Інкубаційний період триває 11-12 місяців. Народжені акуленята завдовжки 14 см.
Не є об'єктом промислового вилову, проте часто потрапляє при зябровому, тральному та ярусному рибальстві. Як захисні заходи уряд о. Тасманія впровадив обмеження на щоденний вилов до 2 особин на людину й 5 — на човен.

## Розповсюдження
Мешкає від архіпелагу у Західній Австралії до затоку Джервіс-Бей у Новому Південному Велсі, а також біля узбережжя о. Тасманія.